# Tetanospasmina
La tetanospasmina és la neurotoxina produïda per l'espora vegetativa de Clostridium tetani en condicions anaeròbiques, causadora del tètanus. Es desconeix la seva funció en el sòl, que és on es troben normalment les espores de Clostridium. També es coneix con toxina espasmogènica, toxina Tetànica o TeTx o TENT. La tetanospasmina entra en el sistema nerviós per l'espai intersinàptic i migra a través dels axons fins al sistema nerviós central, mitjançant un transport axonal retrògrad.
La tetanospasmina és químicament un pèptid de 150 kDa de pes molecular. Està formada per dues subunitats, la subunitat pesada o cadena B, de 100 kDa, i la lleugera o cadena A de 50 kDa. La subunitat lleugera o cadena A actua en el citosol com una zenc endopeptidasa (proteasa), que ataca la VAMP o proteïna de membrana associada a vesícules. La subunitat pesada està formada per dos dominis, el de translocació de la membrana (extrem aminoterminal), que forma canals iònics en la membrana cel·lular, i l'extrem carboxiterminal, d'unió al ganglis C. El domini carboxiterminal es subdivideix en dos dominis, el BCN, que no participa en la unió de la toxina a la membrana, i el HCC, el d'unió a membrana.
El mecanisme d'acció de la tetanospasmina inhibeix l'alliberament a l'espai intersinàptic de neurotransmissors com l'àcid gamma-aminobutíric (GABA) i la glicina, mitjançant la proteòlisi del sinaptobrevina. A conseqüència d'això, apareix una perillosa hiperactivitat en els músculs, sensibles al més mínim estímul, o en argot, es produeix un error dels reflexos motors per estimulació sensorial. Com a resultat apareixen contraccions generalitzades de músculs agonistes i antagonistes, produint espasmes coneguts com a espasmes tetànics o tetanització. Els espasmes tetànics poden passar d'una forma distintiva anomenada opistòton, i pot ser prou greu com per produir fractures d'ossos llargs. Els nervis més curts són els primers afectats, cosa que comporta l'aparició de risus sardonicus com símptomes primerencs. La unió de la tetanospasmina a les neurones és irreversible i la funció nerviosa només pot restaurar mitjançant el creixement de nous terminals i noves sinapsis.
La tetanospasmina s'usa per produir el toxoide usat en immunització, com la vacuna antitetànica infantil. El Clostridium tetani també produeix l'exotoxina tetanolisina, d'efectes encara no gaire clars.